# مارك مارتي
مارك مارتي (بالإسبانية: Marc Martí)‏ هو مهندس إسباني، ولد في 1 مارس 1966 في مولاينس دي ري في إسبانيا.